# غرايم هيغينسون
غرايم هيغينسون (بالإنجليزية: Graeme Higginson)‏ هو لاعب اتحاد الرغبي نيوزيلندي، ولد في 14 ديسمبر 1954 في رانجورا في نيوزيلندا.